# Sonnerie polyphonique
Une sonnerie polyphonique est une sonnerie pour téléphone portable qui utilise la polyphonie. De nombreux téléphones portables utilisent de telles sonneries portable comme options de personnalisation par les utilisateurs. Nokia 3510 est devenu le premier portable capable de reproduire des sonneries polyphoniques.
Les premières sonneries portable utilisaient des méthodes de séquenceurs musicaux  tels que MIDI. De tels enregistrements spécifient quel instrument doit jouer quelle note à un instant donné.
Plus tard, il fut possible d'utiliser des enregistrements audio numériques en tant que sonneries portable. La société Musiwave, fondée en France par Gilles Babinet, revendique l'invention de ce format, dont les enregistrements peuvent être de la musique, des paroles ou autres sons. Les enregistrements musicaux utilisés en tant que sonneries portable sont quelquefois appelés "sonneries HiFi". Les sonneries HiFi, qui sont souvent des extraits de chansons pop, sont devenus populaires en tant que sonneries portable. Celles-ci étaient publiées dans le format MP3, AAC ou WMA.
"My Gift to You" Chemistry est devenu le premier sonnerie HiFi dans le monde,. C’est Sony en commun avec au by KDDI qui avait diffusé cette sonnerie au Japon en 2002. Cette priorité est contestée par une sonnerie faite de la chanson du groupe Devo créée par Richard Fortenberry et Brad Zutaut et diffusées dans le réseau Sprint.
Avec le développement de l'Internet portable, des sonneries HiFi de la taille normale sont devenus accessibles. En même temps le développement d'Internet et la diffusion de la technologie Bluetooth ont servi de la raison de la crise de la branche des sonneries payants.
L’an 2006 est devenu le pic de la popularité des sonneries polyphoniques. Depuis l’an 2007 les ventes des sonneries ont considérablement baissé, surtout en Europe. Notamment, la part des propriétaires des portables qui ont acheté des sonneries a diminué en France, Allemagne, Grande-Bretagne, Espagne et Italie,. Billboard a cessé de traquer le marché des sonneries en 2014. Selon une des suppositions, c’est l’apparition du premier iPhone qui a porté un coup de lapin aux sonneries,.